# Tulipa uzbekistanica
Tulipa uzbekistanica — багаторічна рослина роду тюльпан родини Лілійних. Помірно отруйна трава з підземними органами у вигляді цибулин, широколанцетними листками і одиночними червоними квітами. Ендемік, притаманний лише флорі Узбекистану, занесений до національної Червоної книги цієї країни. Зростає у відкритих біотопах нижнього гірського поясу. Маловідома декоративна культура.

## Етимологія
Родова назва цього виду, як і всіх тюльпанів, походить з Туреччини. Її виводять від перського слова «дюльбенд», яким називали певний ґатунок тканини, що йшла на пошиття тюрбанів. Припускають, що рослини отримали цю назву за форму, яка нагадувала тюрбан, або тому, що ними прикрашали тюрбани. Від османів це іменування в XVI—XVII століттях запозичили європейські народи, тому воно було зафіксоване в латинській назві роду. Видовий епітет (в перекладі українською «узбекистанський») наданий рослині за регіоном зростання.

## Опис
Багаторічна трав'яниста рослина 15—25 см заввишки, полікарпик, геофіт. Цибулина яйцеподібна. Стебло одиночне, світло-зелене. Листків зазвичай 3 штуки, вони відносно великі: до 20 см завдовжки, і близько 5 см завширшки, причому їхня ширина залежить від розташування на стеблі — найнижчий листок може уп'ятеро перевершувати шириною найвищий. Листки стеблові, чергові, сидячі, спрямовані косо вгору чи дугоподібно вигнуті, в залежності від положення на стеблі довгасті (нижні), широколанцетні (середні) або вузьколанцетні (верхні), цілокраї, сизо-зелені.
Квітки одиночні, верхівкові, правильні, запашні, на початку цвітіння чашеподібні, наприкінці цвітіння блюдцеподібні. Оцвітина проста, шестичленна, опадна, з пелюстками, розташованими у двох колах, причому зовнішні і внутрішні пелюстки однакові за формою і розміром. Форма пелюсток видовжено-яйцеподібна, з клиноподібно звуженою основою і короткозагостреною верхівкою. Колір пелюсток яскраво-червоний або малиново-червоний з матовим полиском, їхня зовнішня поверхня може мати помаранчевий відтінок, на внутрішньому боці при основі кожної пелюстки є невелика чорна пляма з дуже широкою жовтою облямівкою. Шість тичинок однакової довжини з маточкою, вони мають жовті плоскі тичинкові нитки і довгасті світло-жовті пиляки. Маточка циліндрично-тригранна, сизо-пурпурова з трилопатевою жовтою приймочкою. Пилок світло-жовтий.
Плід — прямостояча, довгаста коробочка.

## Поширення
Tulipa uzbekistanica належить до вузьких ендеміків Центральної Азії, чий ареал не виходить за кордони однієї країни — Узбекистану. Причому навіть в ній його зона поширення обмежена вкрай малою ділянкою — басейном ріки Таркапчигай у південно-західних відрогах Гісаро-Алаю. В природному середовищі ця рослина знайдена лише у низькогір'ях, де зростає у гірських степах і рослинних угрупованнях ефемероїдного типу.

## Екологія
Tulipa uzbekistanica — світлолюбна, морозостійка рослина, що витримує пониження температури до –40 °C. Належить до ефемероїдів — рослин із вкороченим вегетаційним періодом. Весь розвиток цього тюльпану припадає на весняні місяці, в червні його надземна частина повністю відмирає. Така рання втрата асимілюючих органів є пристосуванням до спекотного і посушливого клімату Узбекистану. Вона дозволяє, незважаючи на відносно високу потребу у воді, віднести Tulipa uzbekistanica до посухостійких і жаростійких рослин.
Розмножується цей вид у природі переважно насінням, у культурі можливе вегетативне розмноження. Насіння розповсюджується балістичним способом, висипаючись з коробочки при її розгойдуванні (автохорія). Молоді рослини розвиваються повільно і вперше починають квітнути на 6-му році життя.
Через наявність у тканинах алкалоїду тюліпіну ця рослина не має природних ворогів, тому що травоїдні тварини її не їдять.

## Значення і статус виду
Tulipa uzbekistanica належить до малознаних декоративних рослин. За садівницькою класифікацією його відносять до класу 15 групи IV «Види, їх різновиди і гібриди», куди входять усі дикі тюльпани, що не мають похідних сортів.
В природі Tulipa uzbekistanica дуже уразливий як через малий ареал, так і через антропогенні чинники. Подібно до інших рідкісних тюльпанів цей вид скорочує чисельність внаслідок нищівного збирання квітів для букетів, викопування цибулин задля пересадки в квітники, випасання худоби, зміни середовища. У списку рослин Червоної книги Узбекистану він фігурує у статусі «зникаючий».

## Таксономія
Tulipa uzbekistanica був відкритий значно пізніше, ніж більшість тюльпанів: перший науковий опис цього виду склали узбецькі ботаніки З. П. Бочанцева і А. Я. Шаріпов у 1971 році. До сьогодні в межах виду не виявлено субтаксонів, він також не має наукових синонімів. Таксономічно Tulipa uzbekistanica належить до секції Spiranthera, куди також входять найбільш споріднені до нього Tulipa × tschimganica і тюльпан Кауфмана.